# Robert Moore Williams
Robert Moore Williams (geboren am 19. Juni 1907 in Farmington, Missouri; gestorben am 12. Mai 1977 in Dateland, Yuma County, Arizona) war ein amerikanischer Schriftsteller, hauptsächlich Autor von Science-Fiction.

## Leben
Williams war der Sohn von John Browning Williams und von Ida May Williams, geborene Moore. Er studierte Journalismus an der Missouri School of Journalism der University of Missouri, wo er mit dem Bachelor abschloss. Ab 1937 arbeitete er als hauptberuflicher Schriftsteller. 1938 heiratete er Margaret Jelley und hatte mit ihr eine Tochter. 1952 wurde die Ehe geschieden.
Williams erste SF-Kurzgeschichte Zero as a Limit erschien in der Juliausgabe 1937 von Astounding. In den 
folgenden 35 Jahren veröffentlichte er rund 160 Kurzgeschichten und über 25 Romane, von denen über ein Dutzend in deutscher Übersetzung erschienen, meist gekürzt in den Heftromanserien der 1960er und 1970er Jahre. Er gilt als kompetenter Autor oft durchaus spannender, meist eher kurzer Romane, in denen er oft konventionellen Mustern folgt, beispielsweise in seiner Jongor-Serie, eine im australischen Busch handelnde Tarzan-Variante, angereichert mit Dinosauriern. Er schrieb dabei öfters unter Pseudonym und verwendete dabei John S. Browning, H. H. Harmon, Russell Storm und das Verlagspseudonym E. K. Jarvis. Mehrere von Williams’s Erzählungen dienten als Vorlage für Fernsehserien-Episoden.
1977 ist Williams im Alter von 69 Jahren gestorben.

## Bibliografie
Die Serien sind nach dem Erscheinungsjahr des ersten Teils geordnet.
Sind bei den Originalausgaben zwei Erscheinungsjahre angegeben, so ist das erste das des Erstdrucks und das zweite das der Erstausgabe (als Buch).
Jongor
- 1 Jongor of Lost Land (1940, 1970)
- 2 The Return of Jongor (1944, 1970)
- 3 Jongor Fights Back (1951, 1970)

Doom Ship (Kurzgeschichten)
- 1 Doom Ship (1950)
- 2 Three Against the Roum (1951)

Zanthar (Romanserie)
- Zanthar of the Many Worlds (1967)
- Zanthar at Moon’s Madness (1968)
- Zanthar at the Edge of Never (1968)
- Zanthar at Trip’s End (1969)

Romane
- World Beyond the Sky (1943)
  - Deutsch: Die geheimnisvolle Welt. Pabel (Utopia Grossband #143), 1961.
- Conquest of the Space Sea (1955)
  - Deutsch: Unter Gehirnkontrolle. Übersetzt von Hans-Rüdiger Leberecht. Moewig (Terra #153), 1961. Auch als: Am Rande der großen Leere. Übersetzt von Rainer Eisfeld. Balowa / Gebrüder Zimmermann (Balowa Bestseller des Kosmos), 1964. Auch als: Unter Gehirnkontrolle. Übersetzt von H. P. Lehnert. Pabel-Moewig (Terra Astra #146), 1974.
- The Chaos Fighters (1955)
  - Deutsch: Homo Sapiens zu verkaufen. Moewig (Terra #127), 1960.
- Doomsday Eve (1957)
  - Deutsch: 30 Sekunden Verzögerung. Moewig (Terra #170), 1961.
- The Blue Atom (1958)
  - Deutsch: Das blaue Atom. Moewig (Terra #305), 1963.
- World of the Masterminds (1960)
  - Deutsch: Die Rasse von den Sternen. Balowa / Gebrüder Zimmermann (Balowa Bestseller des Kosmos), 1963. Auch als: Die Rasse von den Sternen. Moewig (Terra #313), 1963.
- The Day They H-Bombed Los Angeles (1961)
  - Deutsch: Atombomben auf Los Angeles. Moewig (Terra #275), 1963.
- King of the Fourth Planet (1962)
  - Deutsch: Der König des roten Planeten. Moewig (Terra #318), 1963.
- Walk Up the Sky (1962)
  - Deutsch: Gnosos Rache. Utopia Zukunftsroman #389, 1962.
- The Darkness Before Tomorrow (1962)
  - Deutsch: Zukunft in falschen Händen. Ullstein 2000 #21 (2882), 1972, ISBN 3-548-02882-9.
- The Star Wasps (1963)
  - Deutsch: Irrlichter des Todes. Moewig (Terra #367), 1964.
- Flight From Yesterday (1963)
- The Lunar Eye (1964)
  - Deutsch: Tunnel zum Mond. Pabel-Moewig (Terra Astra #151) TA151, 1974.
- The Second Atlantis (1965)
  - Deutsch: Das zweite Atlantis. Pabel-Moewig (Terra Astra #165), 1974.
- Vigilante 21st Century (1967)
- The Bell From Infinity (1968)
- Beachhead Planet (1970)
  - Deutsch: Brückenkopf Erde. Pabel-Moewig (Terra Astra #251), 1976.
- Now Comes Tomorrow (1971)
- Seven Tickets to Hell (1972)

Sammlungen
- The Void Beyond, and Other Stories (1958)
- To the End of Time and Other Stories (1960)
  - Deutsch: Heimweh nach dem Mars und andere SF-Stories. Moewig (Terra #256), 1962.
- When Two Worlds Meet (1970)
- Sinister Paradise and Other Tales from the Pulps (2010)
- Time Tolls for Toro and Other Tales (2014)
- The 22nd Golden Age of Science Fiction Megapack (2015)

Kurzgeschichten
Wird bei Kurzgeschichten als Quelle nur Titel und Jahr angegeben, so findet sich die vollständige Angabe bei der entsprechenden Sammelausgabe.
- Zero as a Limit (1937, als Robert Moore)
- Beyond That Curtain (1937)
- Flight of the Dawn Star (1938)
- The Man Who Looked Like Steinmetz (1938)
- The Man Who Ruled the World (1938)
- Song of the Shadow Death (1938)
- Robot’s Return (1938)
  - Deutsch: Heimkehr. In: Walter Ernsting (Hrsg.): Utopia Science Fiction Magazin, #7. Pabel, 1957. Auch als: Rückkehr der Roboter. Übersetzt von Walter Ernsting. In: Walter Spiegl (Hrsg.): Science-Fiction-Stories 10. Ullstein 2000 #15 (2860)§, 1972.
- Quest of Zipantoric (1939)
- Death Sentence (1939)
- The Piping Death (1939)
- Lundstret’s Invention (1939)
- Secret of the Pyramid (1939)
- The Warning from the Past (1939)
- Rocket Race to Luna (1939)
- The Bridge to Earth (1939)
  - Deutsch: Roter Tod vom Jupiter. Utopia Zukunftsromane #273, 1961.
- Return of Satan (1939)
- Missing: Millions in Radium (1939)
- Thunor Flees the Devils (1940, als Russell Storm)
- Trouble in Avalon (1940, als Russell Storm)
- Death Over Chicago (1940)
- The Eternal Light (1940)
- Rockets over Europe (1940)
- The Quest of the Gods (1940)
- The Tides of Time (1940)
- Liederman’s Generator (1940)
- Dr. Destiny, Master of the Dead (1940)
- The Red Death of Mars (1940)
- Quest on Io (1940)
- The Cycle of Age (1940)
- The Golden Princess (1940)
- City in the Far Off Sky (1940)
- Fifth Column of Mars (1940)
- One Way Star Ride (1940)
- Raiders Out of Space (1940)
- Do or Die (1940)
- Lord of the Silent Death (1940)
- Castaway (1941)
- The Accidental Murders (1941)
- Dark Reality (1941)
- Who Was Thomas Morrow? (1941)
- Rocky Gordon’s Billion-Dollar Trap (1941)
- To Fight Another Day (1941)
- Survivors from 9000 B.C. (1941)
- Mr. Murchison’s Ghost (1941)
- You Ought to Be Dead (1941)
- No Heroes Wanted (1941)
- Death Desert (1941)
- The Reformation of Joseph Reed (1941)
- Mr. Throop’s Incredible Hand (1942, als Russell Storm)
- Planet of Doomed Men (1942)
- The House of Fire (1942)
- Fate and the Fly (1942)
- Voyage into the Lightning (1942)
- Crime Clean-Up in Center City (1942)
- Caveman Meets Blonde (1942, als Russell Storm)
- Secret of the Golden Jaguar (1942)
- The Incredible Slingshot Bombs (1942)
- On Pain of Death (1942)
- The Impossible Invention (1942)
- The Mystery of Shaft 13 (1942)
- The Son of Death (1942)
- Blitz Against Japan (1942)
- Johnny Had a Gun (1942)
- Planet of the Gods (1942)
- Gold Rush on Callisto (1943, als Russell Storm)
- The Lost Warship (1943)
- The Fisherman (1943)
- The Machine (1943)
- The Miracle of Kicker McGuire (1943)
- Pacifist of Hell’s Island (1943)
- Jimmy Dolan’s Radio Ray (1943)
- The Man from the Stars (1943)
- Warburton’s Invention (1944, als Pvt. Russell Storm)
- Battle Before Dawn (1944)
- Star Base X (1944)
- Martian Adventure (1944)
- The Observer (1945)
- The Miracle of Bulldozer Mike (1945)
- The Huntress of Akkan (1946)
- Bridge of Life (1946)
- The Man Next Door (1946)
- To Watch by Night (1946)
- The Counterfeiter (1946)
- Hickson’s Strange Adventure (1947, als E. K. Jarvis)
- Like Alarm Bells Ringing (1947)
  - Deutsch: Das Ungeziefer vom Planet III. In: Heimweh nach dem Mars und andere SF-Stories. 1962.
- Man of Two Worlds (1947)
- The Weapon (1947)
- The Isle of Doom (1948)
- Miracle Man (1948)
- The Seekers (1948)
- The Watching Eyes (1948)
- Burning Bright (1948, als John S. Browning)
  - Deutsch: Das Licht. In: Martin Greenberg (Hrsg.): Die Roboter und wir. Moewig (Terra Sonderband #50), 1962.
- The Pruning Man (1948)
- The Stubborn Men (1948)
- Secret of the Lightning (1949, auch als H. H. Harmon)
  - Deutsch: Verbrannte Erde. In: Kurt Singer (Hrsg.): 13 Horror-Stories. Heyne (Heyne-Anthologien #36), 1972.
- Swamp Girl of Venus (1949, als H. H. Harmon)
- Refuge for Tonight (1949)
- The Sound of Bugles (1949)
  - Deutsch: Das Geheimnis der Marsinaner. Übersetzt von Heinz F. Kliem. In: Donald A. Wollheim (Hrsg.): Auf fernen Planeten. Moewig (Terra #344), 1964. Auch als: Das Rätsel des Mars. Übersetzt von Otto Kühn. In: Science-Fiction-Stories 26. Ullstein 2000 #47 (2967), 1973, ISBN 3-548-02967-1.
- Land of the Golden Men (1949)
- Sons of the Prophet (1949)
- The Girl Who Read Minds (1949)
- The Magic of Joe Wilks (1949)
- The Bees of Death (1949)
- Homeward Bound (1949)
  - Deutsch: Heimweh nach dem Mars. In: Heimweh nach dem Mars und andere SF-Stories. 1962.
- The Elixir of Peace (1949)
- The Final Frontier (1950)
- And No Tomorrow (1950, als Russell Storm)
- Danger Is My Destiny (1950)
- When Two Worlds Meet (1950)
- World Without Men (1950)
- The Metal Martyr (1950)
- To the End of Time (1950)
- Time Tolls for Toro (1950)
- Where Tall Towers Gleam (1950)
  - Deutsch: Die Stadt der Träume. In: Heimweh nach dem Mars und andere SF-Stories. 1962.
- This Way Out (1950)
- The Challenge (1950)
- Road Block (1950)
- The Soul Makers (1950)
- The World of Reluctant Virgins (1950)
- Terror Out of Zanadu (1951)
- Beyond the Rings of Saturn (1951)
- Find Me in Eternity (1951)
- The Void Beyond (1951)
- Tame Me This Beast (1951)
- Mission Accomplished (1951)
- The Cave Where I Am Hiding (1951)
- Adaptation (1952)
- She Knew the Face of Evil (1952)
- When the Spoilers Came (1952)
  - Deutsch: Die Prüfung. In: Heimweh nach dem Mars und andere SF-Stories. 1962.
- The Winged Peril (1952)
- Sinister Paradise (1952)
- Thompson’s Cat (1952)
- The Night the General Left Us (1953)
- Publicity Stunt (1953)
- What Inhabits Me? (1953)
- Medicine Show (1953)
- To the Stars (1953)
- Miss Tweedham’s Elogarsn (1953)
- Battle in the Sky (1953)
- Aurochs Came Walking (1953)
- Be It Ever Thus (1954)
- The Man Who Unbelieved (1954)
- The Spidery Pied Pipers (1954)
- Back Door in the Sky (1955)
- Sudden Lake (1956)
- The Grove of God (1956)
- The Steogar (1956, als Russell Storm)
- Cat Astrophy (1956)
- Last Ship Out (1957)
- Where the High Gods Go (1957)
- The Next Time We Die (1957)
- The Drainers (1957)
- The Martian Cats (1957)
- Secret of the Painting (1957)
- New Lamps (1957)
- The Man from Space (1957)
- The De Tatum Effect (1957)
- The Red Rash Deaths (1957)
- Shoot the Works (1957)
- Monster in the Night (1957)
- John Holder’s Weapon (1957)
- The Son of Jalnor (1958)
- I Want to Go Home (1958)
- The Diamond Images (1959)
- Short Trip to Nowhere (1965)
- The Smallness Beyond Thought (1966)
- The Hide Hunters (1966)
- Peace Corps (1966)
- One Grave Too Many (1995, als Robert Moore)

Autobiografie
- Love Is Forever — We Are for Tonight (1970)